# Курортный сельсовет
Курортный сельсовет — упразднённое сельское поселение в Петуховском районе Курганской области Российской Федерации.
Административный центр — посёлок Курорт «Озеро Медвежье».
Законом Курганской области от 12 мая 2021 года № 49 к 24 мая 2021 года упразднён в связи с преобразованием муниципального района в муниципальный округ.

## История
Статус и границы сельского поселения установлены Законом Курганской области от 4 ноября 2004 года № 640 «Об установлении границ муниципального образования „Курортный сельсовет“, входящего в состав муниципального образования „Петуховский район“».

## Население
| 1989 | 2002 | 2004 | 2010 | 2012 | 2013 | 2014 |
| ---- | ---- | ---- | ---- | ---- | ---- | ---- |
| 1174 | ↘938 | ↗971 | ↘841 | ↘789 | ↘738 | ↘701 |
| 2015 | 2016 | 2017 | 2018 | 2019 | 2020 |      |
| ↗710 | ↗735 | ↘713 | ↘681 | ↘647 | ↘621 |      |

## Состав сельского поселения
| № | Населённый пункт        | Тип населённого пункта          | Население |
| - | ----------------------- | ------------------------------- | --------- |
| 1 | Курорт «Озеро Медвежье» | посёлок, административный центр | ↘780      |
| 2 | Утчанское               | село                            | ↘61       |